# Willa Cather
Willa Sibert Cather, született Wilella Sibert Cather (Gore, 1873. december 7. – Manhattan, 1947. április 24.) amerikai írónő, aki az amerikai közép-nyugati síkság életről szóló regényeiről ismert, köztük az O Pioneers!, The Song of the Lark és My Ántonia. 1923-ban Pulitzer-díjjal jutalmazták az One of Ours című regényért, amely az első világháború idején játszódik.
Willa Cather és családja Virginiából a nebraskai Webster megyébe költözött, amikor ő kilenc éves volt. A család később Red Cloud városában telepedett le. Nem sokkal a University of Nebraska–Lincoln diploma megszerzése után Cather tíz évre Pittsburgh-be költözött, ahol magazinszerkesztőként és középiskolai angoltanárként tartotta fenn magát. 33 évesen New Yorkba költözött, élete hátralévő részében elsődleges otthonába, bár sokat utazott, és sok időt töltött nyári rezidenciáján a New Brunswick-i Grand Manan Islanden. Élete utolsó 39 évét partnerével, Edith Lewisszal töltötte, mielőtt mellrákot diagnosztizáltak nála, és agyvérzésben meghalt. Lewis mellett van eltemetve egy Jaffrey-i New Hampshire-i temetőben.
Cather elismerést szerzett a határ menti regényíróként és úttörőként. Írt azoknak a telepeseknek a sorsáról, akik a nyugati államokba költöztek, sok közülük a XIX. századi európai bevándorló. Munkáiban gyakori témák a nosztalgia és a száműzetés. A helyérzés fontos eleme Cather fikciójának: a fizikai tájak és a hazai terek Cather dinamikus jelenléte, amely ellen szereplői küzdenek és közösségre találnak.

## Fiatalkora és iskolái

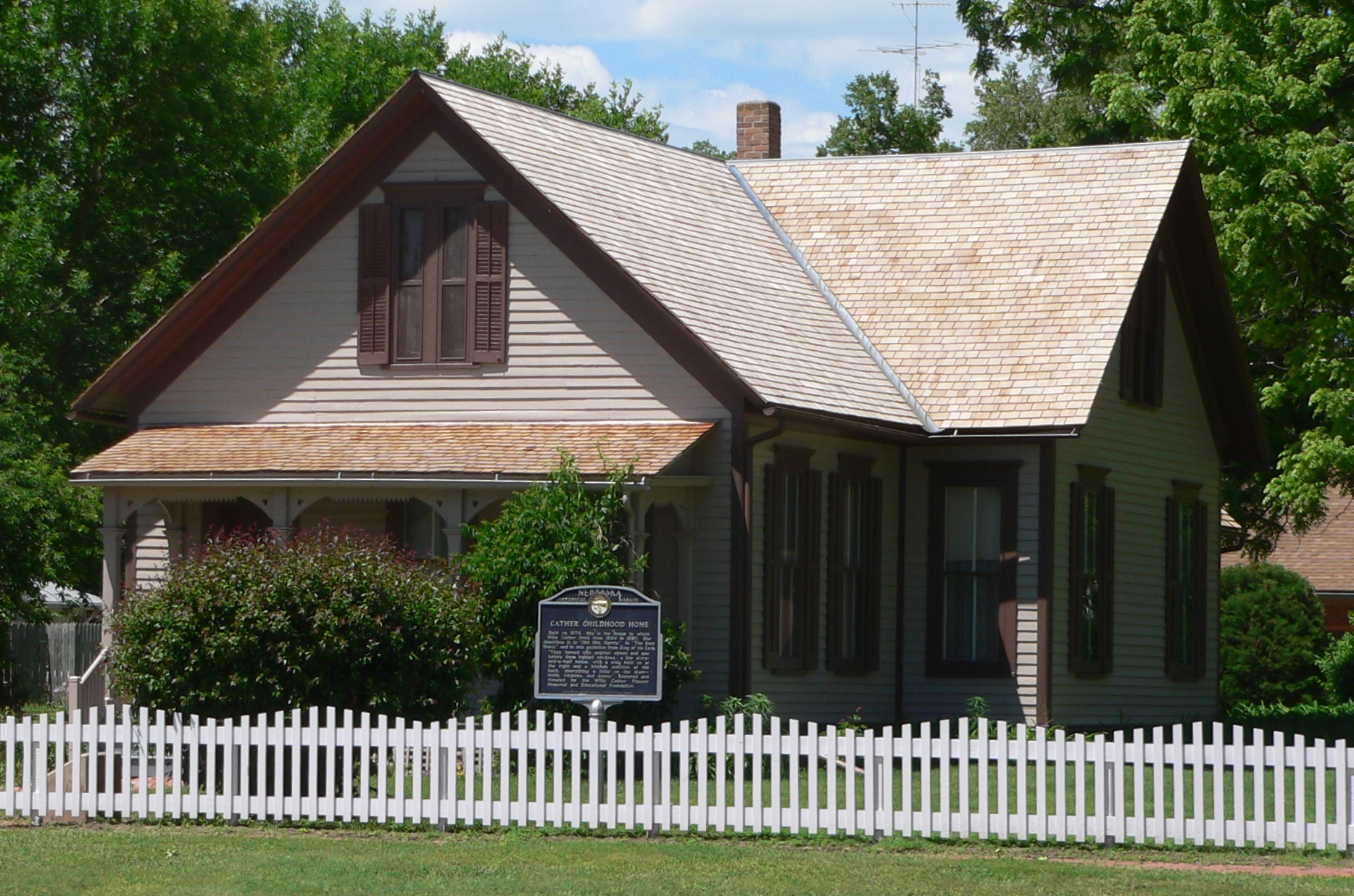
Willa Cather gyermekkori otthona, Red Cloud, Nebraska

Cather 1873-ban született anyai nagyanyja farmján a Back Creek Valley-ben, Winchester közelében, Virginia államban. Apja Charles Fectigue Cather volt. A Cather család Walesből származik, a név a Cadair Idrisből, egy Gwynedd-hegyből ered. Anyja Mary Virginia Boak volt, egykori iskolai tanár. Mire Cather betöltötte a tizenkét hónapot, a család Willow Shade-be költözött, egy görög újjászületés stílusú otthonba 130 hektáron, amelyet apai nagyszülei adtak nekik.
Mary Cathernek még hat gyermeke született Willa után: Roscoe, Douglass, Jessica, James, John és Elsie. Cather közelebb állt a fivéreihez, mint a nővéreihez, akiket Hermione Lee életrajzíró szerint „úgy tűnik, nem nagyon szerette”.
Charles Cather szüleinek unszolására a család Nebraskába költözött 1883-ban, amikor Willa kilenc éves volt. A termőföld vonzotta Charles apját, és a család el akart menekülni a Virginiában tomboló tuberkulózis-járvány elől. Willa apja tizennyolc hónapig próbálkozott a mezőgazdasággal, majd a családot Red Cloud városába költöztette. ahol ingatlan- és biztosítási üzletet nyitott, a gyerekek pedig először jártak iskolába. Cather legkorábbi munkái közül néhányat először a Red Cloud Chief-ben, a város helyi lapjában tették közzé, és Cather széles körben olvasott, miután összebarátkozott egy zsidó házaspárral, a Wiener családdal, akik ingyenes hozzáférést ajánlottak neki a Red Cloudban található kiterjedt könyvtárukhoz. Ezzel egy időben házi telefonálást folytatott a helyi orvossal, és úgy döntött, hogy sebész lesz. Egy rövid időre William néven írta alá a nevét Willa helyett, de ezzel gyorsan felhagyott.
1890-ben, tizenhat évesen Cather elvégezte a Red Cloud High School-t. A nebraskai Lincolnba költözött, hogy beiratkozzon a University of Nebraska–Lincoln-ra. Első évében Thomas Carlyle-ról írt esszéje a tudta nélkül jelent meg a Nebraska State Journalban. Ezt követően darabonként 1 dollárért rovatokat publikált, mondván, hogy az oldalra nyomtatott szavai „egyfajta hipnotikus hatást” váltottak ki, ami arra késztette, hogy folytassa az írást. Ezután a folyóirat rendszeres munkatársa lett. A helyi lapnál végzett munkája mellett Cather főszerkesztője volt a The Hesperiannak, az egyetem diáklapjának, és a Lincoln Courier írója lett. Az egyetemen matematikát tanult John J. Pershingtől, aki később a hadsereg tábornoka lett, és Catherhez hasonlóan Pulitzer-díjat kapott az írásaiért, és barátságot kötött vele. Terveit természettudományi tanulmányairól orvosira változtatta, ehelyett 1895-ben angol nyelvű Bachelor of Arts diplomát szerzett.
Cathernek a még mindig határ menti államnak tekintett Nebraskában töltött ideje meghatározó élmény volt számára: meghatotta a drámai környezet és az időjárás, a préri hatalmassága, valamint a bevándorlók és a bennszülött amerikai családok különféle helyi kultúrái.

## Pályafutása
1896-ban Cathert felvették egy női magazinba, a Home Monthly-ba, és Pittsburgh-be költözött. Ott újságírói darabokat, novellákat és verseket írt. Egy évvel később, a magazin eladása után, a Pittsburgh Leader távírószerkesztője és kritikusa lett, és gyakran írt költészetet és rövid fikciókat a The Library című másik helyi kiadványban. Pittsburghben egy évig latint, algebrát és angol zeneszerzést tanított a Central High School-ban, majd angolt és latint tanított az Allegheny High Schoolban, ahol az angol tanszék élére került.
Nem sokkal azután, hogy Pittsburgh-be költözött, Cather novellákat írt, többek között megjelentette a "Tommy, the Unsentimental"-t a Home Monthly-ban egy férfias nevű nebraskai lányról, aki úgy néz ki, mint egy fiú, és megmenti apja banküzletét. Janis P. Stout ezt a történetet egyikének nevezi Cather azon művei közül, amelyek „bemutatják a merev nemi szerepek különlegességét, és kedvező bánásmódban részesítik azokat a karaktereket, akik aláássák a konvenciókat”. Első könyve, az April Twilights (Április alkonyai) című verses gyűjteménye 1903-ban jelent meg. Nem sokkal ezután, 1905-ben megjelent Cather első novellagyűjteménye, a The Troll Garden. Ez tartalmazta néhány leghíresebb történeteit, köztük az „A Wagner Matinee”, „The Sculptor's Funeral” és a „Paul's Case”.
Miután 1906-ban Cathernek felajánlottak egy szerkesztői állást a McClure's Magazine-nál, New Yorkba költözött. A McClure's-nál töltött első évében az újság kritikus cikksorozatot közölt Mary Baker Eddy vallási vezetőről, Georgine Milmine szabadúszó újságírót nevezve a szerzőnek. Cather közreműködött a sorozatban, de vita tárgyát képezi, hogy mennyivel. Milmine rengeteg kutatást végzett, de nem volt elegendő erőforrása egy kézirat önálló elkészítéséhez, McClure's pedig Cathert és néhány más szerkesztőt, köztük Burton J. Hendricket alkalmazta, hogy segítsen neki. Ezt az életrajzot a következő tizennyolc hónapban a McClure's sorozatban publikálták, majd könyv formájában is megjelentették. A McClure's Cather első regényét, az Alexander's Bridge-t (1912) is sorozatban készítette. Míg a legtöbb kritika kedvező volt, például a The Atlantic "ügyesnek és ügyesnek" nevezte az írást, maga Cather hamarosan "gyengének és sekélyesnek" látta a regényt.

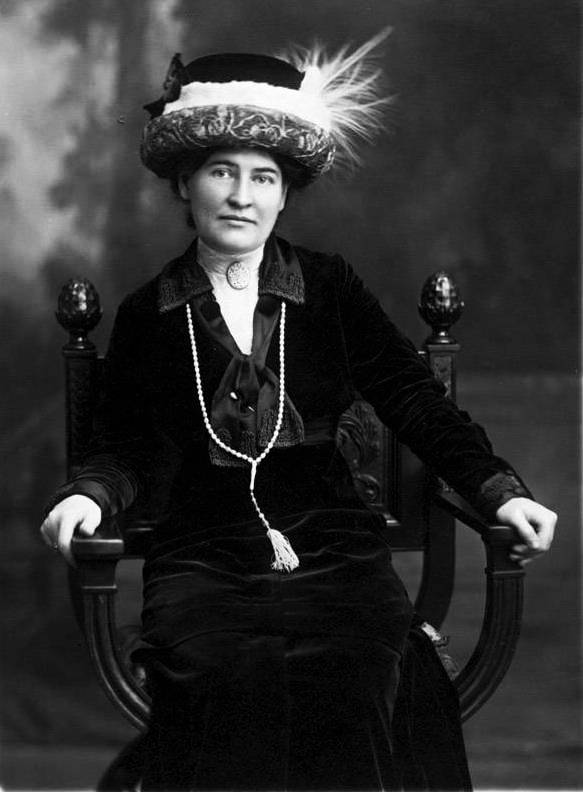
Willa Cather kb. 1912-ben Sarah Orne Jewett nyakláncát viseli

Cather követte az Alexander's Bridge három közép-nyugati síkságon játszódó regényével, amelyek végül népszerűek és kritikai sikerek is lettek: O Pioneers! (Ó úttörők!, 1913), The Song of the Lark (A pacsirta dala, 1915), és My Ántonia (Az én Ántóniám, 1918), amelyeket – együttvéve – néha „Préri-trilógiának” is neveznek. A közönséges alapú regények sorozata az, amiért Cathert azért ünnepelték, mert közönséges emberekről beszélt. Sinclair Lewis például dicsérte munkáját, amiért Nebraskát először tette ismertté a nagyvilág számára. A Nagy Gatsby megírása után F. Scott Fitzgerald panaszkodott, hogy kudarcot vallott a My Ántonia-hoz képest.

### 1920-as évek
Cather még 1920-ban is elégedetlen volt kiadója, a Houghton Mifflin teljesítményével, amely mindössze 300 dolláros reklámköltségvetést fordított a My Ántonia-ra, és nem volt hajlandó fizetni a könyvhöz Władysław T. Bendától megrendelt összes illusztrációért. Ráadásul a könyvek fizikai minősége gyenge volt. Abban az évben a fiatal kiadóhoz, az Alfred A. Knopfhoz fordult, amely arról volt híres, hogy reklámkampányokkal támogatja szerzőit. A könyveinek megjelenése is tetszett neki, és William Henry Hudson Green Mansions-kiadása is lenyűgözte. Annyira élvezte a stílusukat, hogy az 1920-as évek összes Knopf-könyve – a Youth and the Bright Medusa című novellagyűjteményének egyetlen nyomatát leszámítva – a második és az azt követő nyomatokon is megegyezett.
Ekkorra Cather megszilárdult, mint jelentős amerikai író, és 1923-ban Pulitzer-díjat kapott az első világháborún alapuló regényéért, az One of Ours-ért. Ezt követte a népszerű Death Comes for the Archbishop 1927-ben, amelyből mindössze két év alatt 86 500 példányt adtak el, és amely bekerült a Modern Library 100 legjobb regénye közé a huszadik században. Az évtized további három regénye közül kettő – A Lost Lady (Egy elveszett hölgy) és The Professor's House (A professzor háza) – drámaian emelte irodalmi státuszát. Több száz előadást hívtak meg a nagyközönségnek, jelentős jogdíjakat kapott, és eladta az A Lost Lady filmjogait. Az évtized másik regénye, az 1926-os My Mortal Enemy (Halálos ellenségem) nem kapott széles körű elismerést – sőt, sem ő, sem élettársa, Edith Lewis nem tett róla jelentős említést életük későbbi szakaszában.
Sikerei ellenére sok kritika érte, különösen a One of Ours kapcsán. Közeli barátja, Elizabeth Shepley Sergeant úgy tekintett a regényre, mint a háború valóságának elárulására, és nem értette, hogyan lehet "áthidalni a szakadékot [Cather] idealizált háborús víziója... és a háborúról alkotott éles benyomásaim között". Hasonlóképpen Ernest Hemingway is megkérdőjelezte a háború ábrázolását, és egy 1923-as levelében ezt írta: "Nem volt-e csodálatos [a regény] utolsó jelenete a sorokban? Tudja, honnan jött? The Birth of a Nation című csatajelenet. Epizódról epizódra azonosítottam. Szegény nő, valahol be kellett szereznie háborús tapasztalatait."

### 1930-as évek

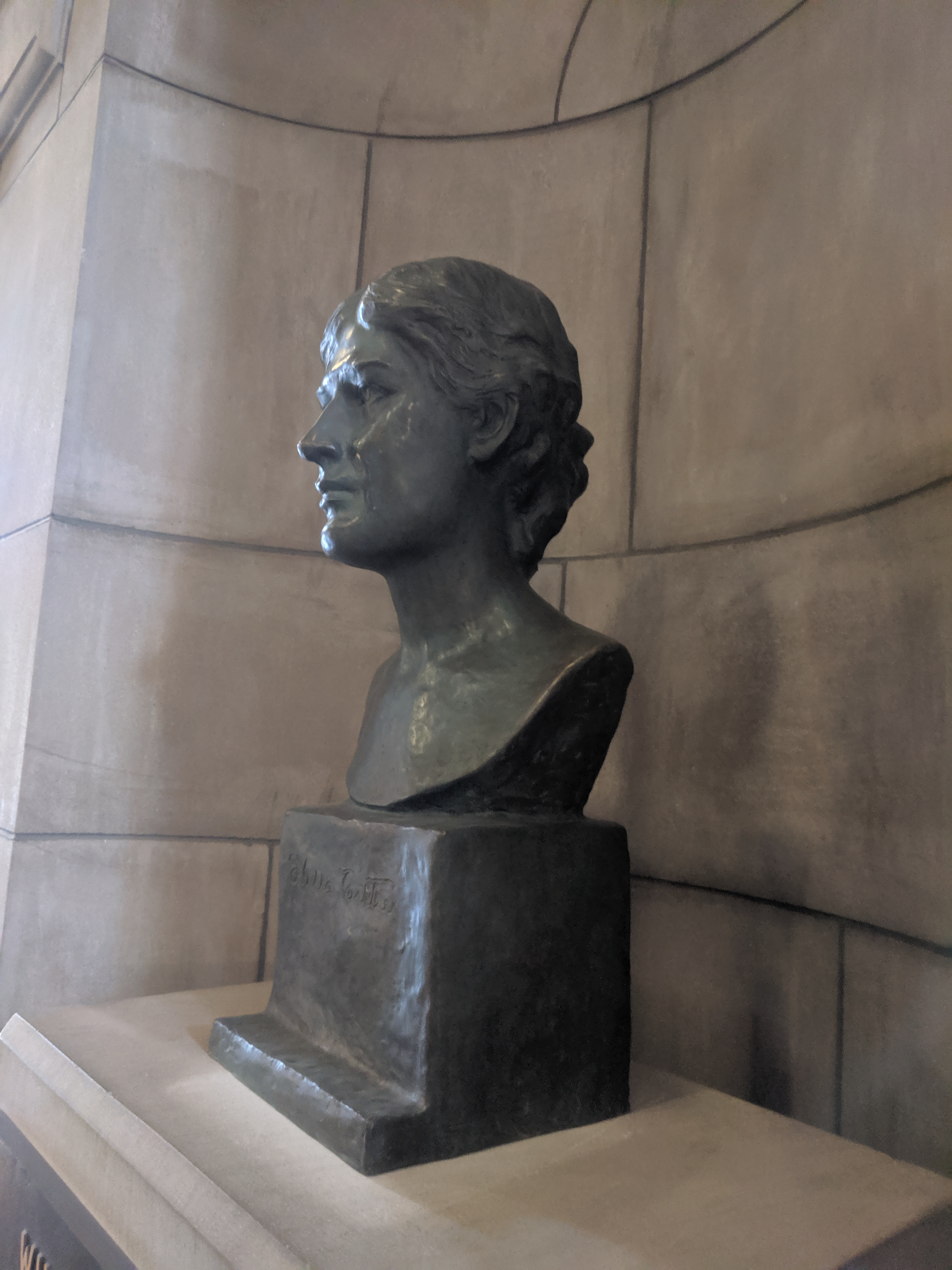
Cather mellszobra, amelyet Paul Swan készített a Nebraskai Hírességek Csarnokában

Az 1930-as évekre a kritikusok egyre nagyobb része túlzottan romantikusnak és nosztalgikusnak tartotta, aki képtelen volt megbirkózni a kortárs problémákkal: Granville Hicks például azzal vádolta meg Cathert, hogy egy idealizált múltba menekül, nehogy szembesüljön velük. És ez különösen a nagy gazdasági világválság nehézségeivel összefüggésben volt az, amikor munkáját úgy tekintették, hogy nincs társadalmi jelentősége. Hasonlóképpen a kritikusok – és maga Cather – csalódottak voltak, amikor A Lost Lady című regényéből filmet készítettek; a film kevéssé hasonlított a regényhez.
Cather élethosszig tartó konzervatív politikája, olyan kritikusokat vonzott, mint Mencken, Randolph Bourne és Carl Van Doren, és megrontotta hírnevét fiatalabb, gyakran baloldali kritikusok körében, mint például Hicks és Edmund Wilson. A munkájával szembeni kritikai ellenállás ellenére Cather továbbra is népszerű író maradt, akinek regényei és novellagyűjteményei továbbra is jól fogytak; 1931-ben a Shadows on the Rock volt a legolvasottabb regény az Egyesült Államokban, a Lucy Gayheart pedig 1935-ben bestseller lett.
Bár Cather utolsó útját 1931-ben tette meg Red Cloud-ba, egy családi összejövetelre édesanyja halála után, az ottani barátaival kapcsolatban maradt, és pénzt küldött Annie Pavelkának és más családoknak a depresszió éveiben. 1932-ben , Cather kiadta az Obscure Destines-t, utolsó kisregény-gyűjteményét, amely a "Neighbour Rosicky"-t, az egyik legelismertebb történetét tartalmazza. Ugyanezen a nyáron új lakásba költözött a Park Avenue-n Edith Lewis-szal, és a Grand Manan-i látogatása során valószínűleg elkezdett dolgozni következő regényén, a Lucy Gayhearton. 1934-ben beválasztották az Amerikai Filozófiai Társaságba.
Cather két pusztító veszteséget szenvedett 1938-ban. Júniusban szívrohamban meghalt kedvenc bátyja, Douglass. Cather túlságosan bánatos volt ahhoz, hogy részt vegyen a temetésen. Négy hónappal később Isabelle McClung meghalt. Cather és McClung együtt éltek, amikor Cather először érkezett Pittsburgh-be, és míg McClung végül megnősült, és férjével Torontóba költözött, a két nő odaadó barátja maradt. Cather azt írta, hogy Isabelle az a személy, akinek az összes könyvét írta.

### Utolsó évek
1940 nyarán Cather és Lewis utoljára jártak Grand Mananban, és Cather befejezte utolsó regényét, a Sapphira and the Slave Girl-t (Sapphira és a rabszolgalány), amely a korábbi műveinél sokkal sötétebb hangvételű és témájú könyv. Míg az olvasók a Sapphira-t úgy értelmezik, hogy nem rendelkezik erkölcsi érzékkel, és nem vált ki empátiát, a regény nagy kritikai és kereskedelmi sikert aratott, 25 000 példányban jelent meg. Ezt követően a Hónap Könyve Klub vette át, amely több mint 200 000 példányt vásárolt. Utolsó története, a "The Best Years" (Legjobb évek), amelyet bátyjának szánt ajándéknak, visszatekintő volt. Mind a tizenkét megjelent regényéből és az Obscure Destines című novelláiból tartalmazott képeket vagy "emlékezeteket".
Bár a kezében lévő gyulladt ín nehezítette az írást, Cathernek sikerült befejeznie a franciaországi Avignonban játszódó regény jelentős részét. Hard Punishments-nek (Kemény büntetések) nevezte el, és a 14. századba helyezte, XIV. Benedek ellenpápa uralkodása idején. 1943-ban az Amerikai Művészeti és Tudományos Akadémia tagjává választották. Ugyanebben az évben végrendelkezett, amely megtiltotta leveleinek publikálását és műveinek dramatizálását. 1944-ben megkapta az Országos Művészeti és Irodalmi Intézet szépirodalmi aranyérmét, amely egy rangos kitüntetés, amelyet egy szerző teljes teljesítményéért ítélnek oda.
Cathernél 1945 decemberében mellrákot diagnosztizáltak, és 1946. január 14-én mastectomián esett át. Valószínűleg 1947 elején a rákja áttétet kapott a májába, és IV. stádiumú ráktá vált. kb. Egy évvel később, 1947. április 24-én Cather agyvérzésben halt meg, 73 évesen, a manhattani Park Avenue 570. szám alatti otthonában. Cather halála után Edith Lewis Cather utasításai szerint megsemmisítette a Hard Punishments kéziratát. Jaffrey délnyugati sarkában van eltemetve, a New Hampshire-i Old Burying Groundban, ahol először járt, amikor Isabelle McClunghoz és férjéhez, Jan Hambourg hegedűművészhez csatlakozott, a Shattuck Innben. (Későbbi életében rendszerint ott maradt az elzártság miatt.) Lewist mintegy 25 évvel később Cather mellé temették.

## Bibliográfia
Regények
- Alexander's Bridge(wd) (1912)
- O Pioneers!(wd) (1913)
- The Song of the Lark(wd) (1915)
- My Ántonia(wd) (1918)
- One of Ours(wd) (1922)
- A Lost Lady(wd) (1923)
- The Professor's House(wd) (1925)
- My Mortal Enemy(wd) (1926)

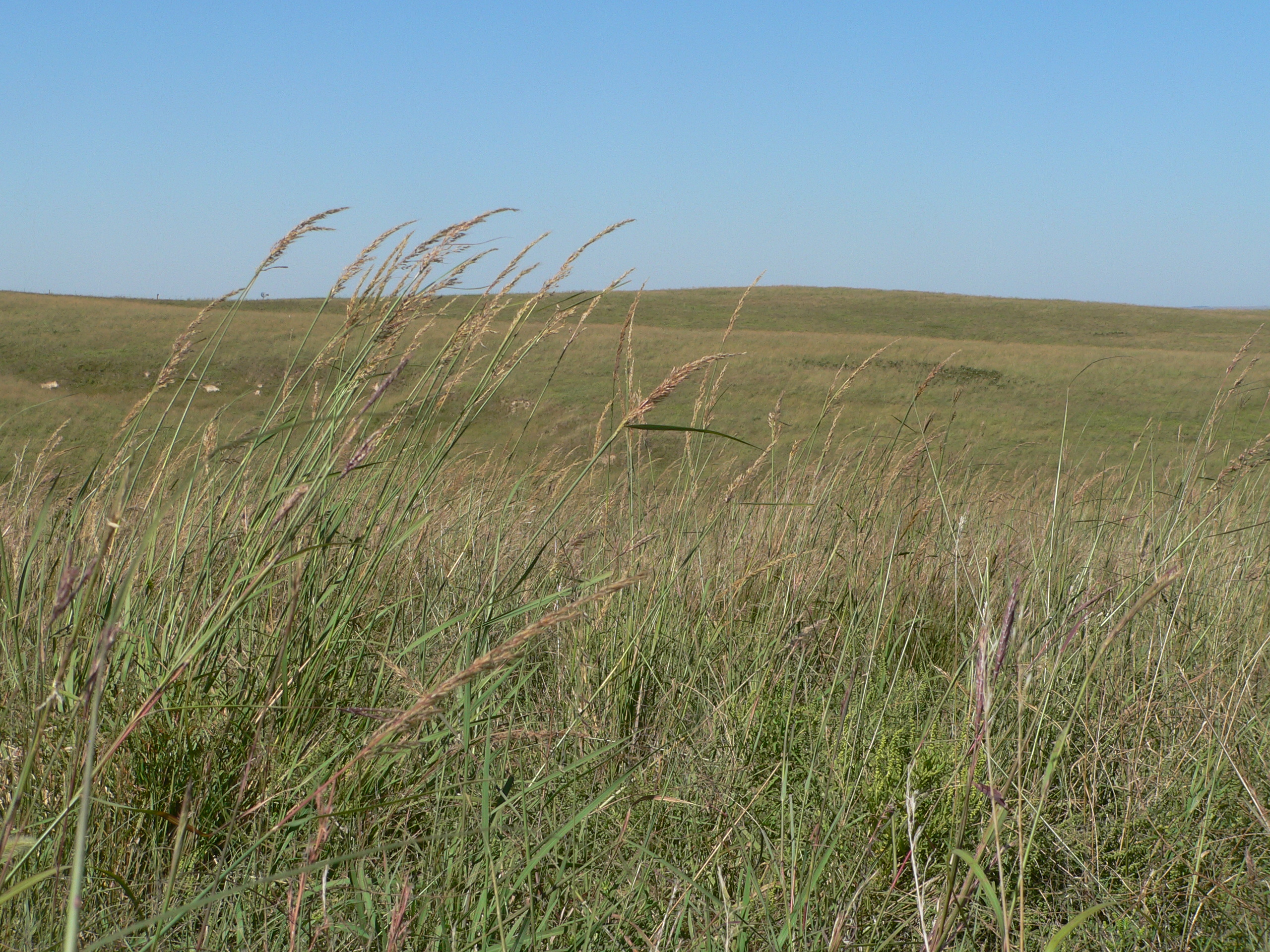
Willa Cather Memorial Prairie Webster megyében, Nebraska államban

- Death Comes for the Archbishop(wd) (1927)
- Shadows on the Rock(wd) (1931)
- Lucy Gayheart(wd) (1935)
- Sapphira and the Slave Girl(wd) (1940)

Novellák
- The Troll Garden(wd) (1905)
- Youth and the Bright Medusa(wd) (1920)
- Obscure Destinies(wd) (1932)
- Neighbour Rosicky(wd) (1932)
- The Old Beauty and Others(wd) (1948)
- Willa Cather's Collected Short Fiction, 1892–1912 (1965)
- Uncle Valentine(wd) and Other Stories: Willa Cather's Uncollected Short Fiction, 1915–1929 (1972)

Költészet
- April Twilights(wd) (1903)
- April Twilights and Other Poems (1923)

### Magyarul
- Az aranyszínű dóm (Death Comes for the Archbishop) – Szent István Társulat, Budapest, 1934 (Élet-regények) · fordította: Pogány Kázmér
- Árnyékok a sziklán (Shadows on the Rock) – Franklin-Társulat, Budapest, 1937 (Külföldi regényírók) · fordította: Boldizsár Iván
- A félvér. Regény (Sapphira and the Slave Girl) – Szöllősy, Budapest, 1944 · fordította: Kéry László
- Az én Antóniám (My Ántonia) – Európa, Budapest, 1968 · fordította: Göncz Árpád · illusztrálta: Würtz Ádám
- Az elveszett kisfiú. Amerikai elbeszélők a két világháború között – Európa, Budapest, 1968 · ISBN 963-07-1739-5 · benne: Paul története (Paul's Case), Rosicky szomszéd (Neighbour Rosicky) · ford. Gy. Horváth László

### Elektronikus dokumentum
- My Antonia – Pilis : Time Apartment Group, 2013 · ISBN 978-615-5449-10-9

## Magánélete

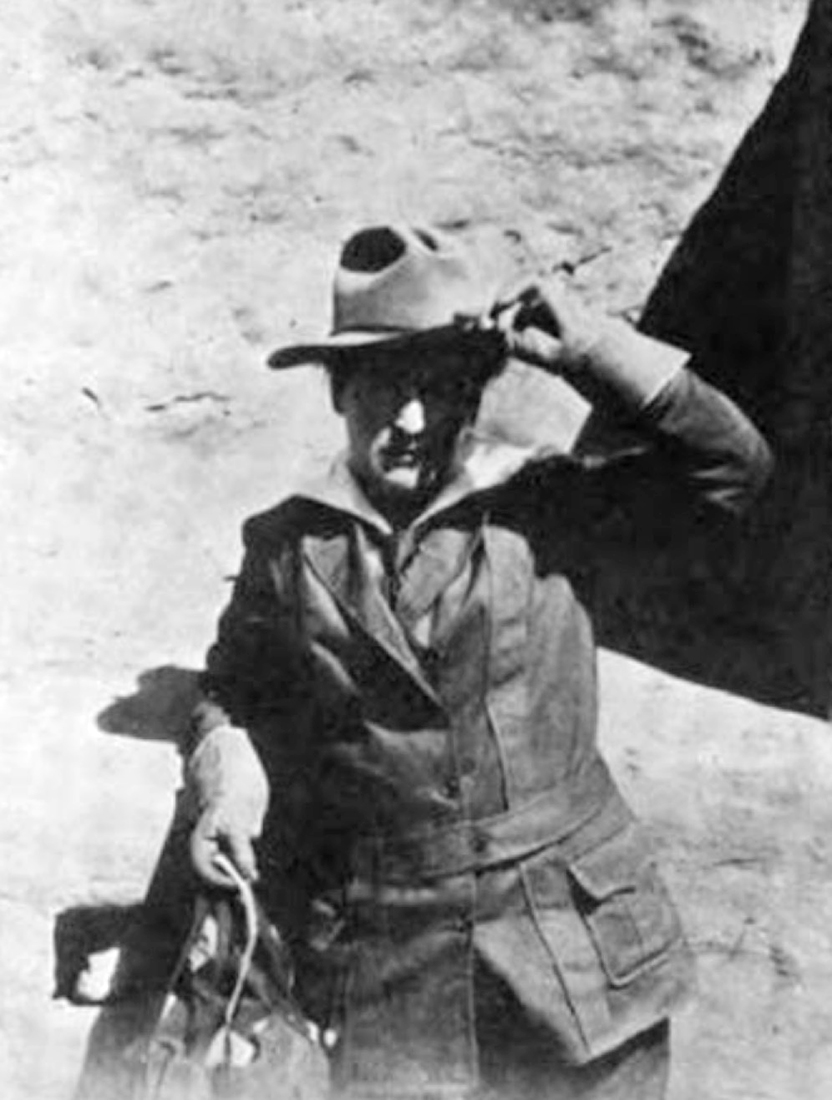
Willa Cather a Mesa Verde vadonban, kb. 1915

A tudósok nem értenek egyet Cather szexuális identitásával kapcsolatban. Egyesek úgy vélik, hogy lehetetlen vagy anakronisztikus annak megállapítása, hogy volt-e vonzódása az azonos neműekhez, míg mások nem értenek egyet. Deborah Carlin kutató szerint Cather leszbikus mivoltának tagadása abban gyökerezik, hogy az azonos neműek iránti vágyat „Cather és jó hírnevének sértéseként” kezeli, nem pedig semleges történelmi perspektívából. Melissa Homestead azzal érvelt, hogy Cather vonzódott Edith Lewishoz, és így tette fel a kérdést: "Milyen bizonyítékra van szükség ahhoz, hogy ez leszbikus kapcsolat legyen? Fényképek kettejükről az ágyban? Ő is szerves része volt a kapcsolatnak. Cather élete, kreatívan és személyesen is." A nőkkel való saját kapcsolatain túl Cather férfi karakterekre támaszkodását is felhasználták az azonos neműek iránti vonzalma gondolatának alátámasztására. Harold Bloom "erotikusan kitérőnek" nevezi. művészetében" az uralkodó „társadalmi tabuk" miatt.
Mindenesetre Cather felnőtt élete során a legszorosabb kapcsolatai nőkkel voltak. Ezek közé tartozott főiskolai barátja, Louise Pound; a pittsburghi társasági szereplő, Isabelle McClung, akivel Cather Európába utazott, és akinek torontói otthonában szállt meg hosszabb látogatásokra; az operaénekes, Olive Fremstad; és mindenekelőtt a szerkesztő Edith Lewis, akivel Cather élete utolsó 39 évében élt együtt.
Cather kapcsolata Lewisszal az 1900-as évek elején kezdődött. 1908-tól Cather 1947-es haláláig egy sor lakásban éltek együtt New Yorkban. 1913-tól 1927-ig Cather és Lewis a Greenwich Village-i Bank Street 5. szám alatt éltek. Elköltöztek, amikor a Broadway–Seventh Avenue New York City metróvonal (jelenleg az 1-es, 2-es és 3-as vonatok) építése során a lakás lebontását tervezték. Míg Lewist Cather hagyatékának irodalmi megbízottjává választották, nem csupán Cather dokumentumainak titkára volt, hanem Cather alkotói folyamatának is szerves része volt.
1922-től Cather a nyarakat Grand Manan szigetén töltötte New Brunswickben, ahol vásárolt egy házat a Fundy-öbölben található Whale Cove-ban. Itt játszódik a "Before Breakfast" című novellája. Nagyra értékelte a sziget elzártságát, és nem bánta, hogy nyaralójában nem volt sem beltéri vízvezeték, sem villany. Bárki, aki el akarja érni, megteheti táviraton vagy postai úton. 1940-ben, miután Kanada belépett a második világháborúba, abbahagyta Grand Manan látogatását, mivel az utazás lényegesen nehezebb volt; 1942-ben megkezdte az epehólyag-műtét utáni hosszú lábadozást, amely korlátozta az utazást.
Cather határozottan magánszemélyként sok piszkozatot, személyes papírt és levelet megsemmisített, és másokat is megkért, hogy tegyék ugyanezt. Míg sokan betartották, néhányan nem. Akarata korlátozta a tudósok azon képességét, hogy a megmaradt személyes iratokból idézzenek. De 2013 áprilisában megjelent a Willa Cather válogatott levelei – egy 566 levélből álló gyűjtemény, amelyet Cather írt barátoknak, családtagoknak és irodalmi ismerősöknek, például Thornton Wildernek és F. Scott Fitzgeraldnak –, két évvel Cather unokaöccse és második halála után. irodalmi végrehajtó, Charles Cather. Willa Cather levelezése feltárta jellemének és belső világának összetettségét. A levelek nem árulnak el semmilyen intim részletet Cather magánéletéről, de „világossá teszik, hogy elsődleges érzelmi kötődései a nőkhöz fűződnek.” A Nebraska-Lincoln Egyetem Willa Cather Archívuma dolgozik a teljes egészének digitalizálásán. írások, beleértve a magánlevelezést és a publikált műveket. 2021-ig mintegy 2100 levelet tettek szabadon hozzáférhetővé a nyilvánosság számára, saját publikált írásainak átírása mellett.

## Befolyások
Cather csodálta Henry James nyelvhasználatát és jellemzését. Míg Cather számos nő regényeit élvezte – köztük George Eliot, a Brontë nővérek és Jane Austen –, a legtöbb női írót megvetéssel tekintette, és túlságosan szentimentálisnak ítélte őket. Az egyik kortárs kivétel Sarah Orne Jewett volt, aki Cather barátja és mentora lett. Jewett több dolgot is tanácsolt Cathernek: használjon női narrátorokat a fikcióiban (bár Cather inkább férfi perspektívát használt), hogy írjon „saját országáról” (Az O Pioneers-t nagyrészt Jewettnek szentelte) és olyan fikciót írjon, amely kifejezetten a nők közötti romantikus vonzalmat képviseli. Catherre hatással volt a Katherine Mansfield munkája is, egy esszében méltatta Mansfield azon képességét, hogy „fényes sávot tud vetni a személyes kapcsolatok homályos birodalmába”.
Cathernek nagy tisztelete volt a nebraskai síkságon életeket kovácsoló bevándorló családok iránt, és nagyra értékelte a fikcióit. A Red Cloudban található Burlington Depot vasútllomása sok furcsa és csodálatos embert hozott kisvárosába. Gyerekkorában bevándorló családokat látogatott meg a környéken, és „a legindokolatlanabb izgalommal” tért haza, úgy érezte, hogy „egy másik ember bőrébe került”. Red Cloudba tett utazása után 1916-ban Cather úgy döntött, hogy regényt ír gyerekkori barátja, Annie Sadilek Pavelka életének eseményei alapján, egy bohém lányról, aki a My Ántonia címszereplőjének modellje lett. Cathert is lenyűgözték a francia-kanadai quebeci úttörők, akik még lánykorában telepedtek le Red Cloud környékén.
Egy 1927-ben, Edith Lewis-szal töltött rövid quebeci megálló során Cather ihletet kapott, hogy írjon egy regényt, amely abban a francia-kanadai városban játszódik. Lewis így emlékezett vissza: "Az első pillanattól fogva, amikor lenézett a [Chateau] Frontenac [Hotel] ablakaiból Quebec városának hegyes tetőire és normann körvonalaira, Willa Cathert nem csupán felkavarta és elbűvölte, hanem el is nyűgözte az emlékek özöne, a felismerés, sejtésem szerint előhívta; rendkívüli francia jellege miatt, elszigetelten és évszázadokon át érintetlenül, mintegy csoda folytán ezen a nagy, nem francia kontinensen.” Cather 1931-ben fejezte be Shadows on the Rock című regényét, amely a 17. századi Quebecben játszódó történelmi regény; később felkerült a Life magazin 1924–1944-es 100 kiemelkedő könyvének listájára. A francia hatás számos más Cather-műben is megtalálható, köztük a Death Comes for the Archbishop (1927) és utolsó, befejezetlen, Avignonban játszódó regényében, a Hard Punishments-ben.

## Irodalmi stílusa és fogadtatása
Noha Cather újságíróként kezdte írói pályafutását, különbséget tett az általa elsősorban informatívnak tartott újságírás és az általa művészeti ágnak tekintett irodalma között. Cather munkásságát gyakran jellemzik – és kritizálják – mert nosztalgikus a hangvétele és az amerikai síkságon eltöltött korai éveinek emlékeiből meríti témáit. Következésképpen a hely érzése szerves részét képezi munkásságának: visszatérően jelennek meg a földről, a határról, az úttörő fogalmakról és a nyugati tájakkal való kapcsolatokról. Még akkor is, amikor hősnőit városi környezetben helyezte el, a hely befolyása kritikus volt, és az a mód, ahogyan ez a hatalom a helyiségek elrendezésén és a bútorokon keresztül megnyilvánult, nyilvánvaló olyan regényeiben, mint a My Mortal Enemy (Halálos ellenségem). Noha aligha korlátozta magát arra, hogy kizárólag a Középnyugatról írjon, Cather gyakorlatilag elválaszthatatlan az általa aktívan ápolt középnyugati identitástól (annak ellenére, hogy nem volt „bennszülött” középnyugati állampolgár). Míg Cather állítólag minden regényében jelentősen megváltoztatta irodalmi megközelítését, ez az álláspont nem általános; egyes kritikusok azzal vádolják Cathert, hogy nincs kapcsolata korával, és nem alkalmaz kísérletezőbb technikákat írásában, például a tudatfolyamot. Ugyanakkor mások arra törekedtek, hogy Cathert a modernisták mellé sorolják azáltal, hogy rámutat látszólag egyszerű romantikája szélsőséges hatásaira, vagy elismeri saját „középútját”:
Mielőtt regényt írt volna, formálta és érlelte a művészetről alkotott elképzeléseit. Nem volt több oka követni Gertrude Steint és James Joyce-t, akiknek munkásságát tisztelte, mint nekik, hogy őt kövessék. Stílusa megoldja azokat a problémákat, amelyek érdekelték. Félúton akart állni az újságírók között, akiknek mindentudó objektivitása több tényt halmoz fel, mint amennyit bármely szereplő észre tudna venni, és a pszichológiai regényíró között, akinek a szubjektív nézőpontú történetek használata eltorzítja az objektív valóságot. Elméletét egy középúton dolgozta ki, az érzések alapján a tapasztalatokból válogatta ki a tényeket, majd világos, tárgyilagos stílusban mutatta be az élményt.
A. S. Byatt angol regényíró azt írta, hogy Cather minden egyes művével újra feltalálta a regényformát, hogy megvizsgálja az emberi állapot időbeli változásait. Cather különösen határregényeiben írt az élet szépségéről és rémületéről is. Henry James száműzött szereplőihez hasonlóan, aki jelentős hatással volt a szerzőre, Cather főszereplőinek többsége száműzött bevándorlóként él, azonosulva a bevándorlók „hajléktalanság és száműzetés érzésével”, amely a követve saját, a határon élő száműzetés érzéseit. A környezetükkel való kapcsolatuk révén nyerik el közösségüket. Susan J. Rosowski azt írta, hogy talán Cather volt az első, aki tiszteletre méltó pozíciót biztosított a bevándorlóknak az amerikai irodalomban.

## Öröksége

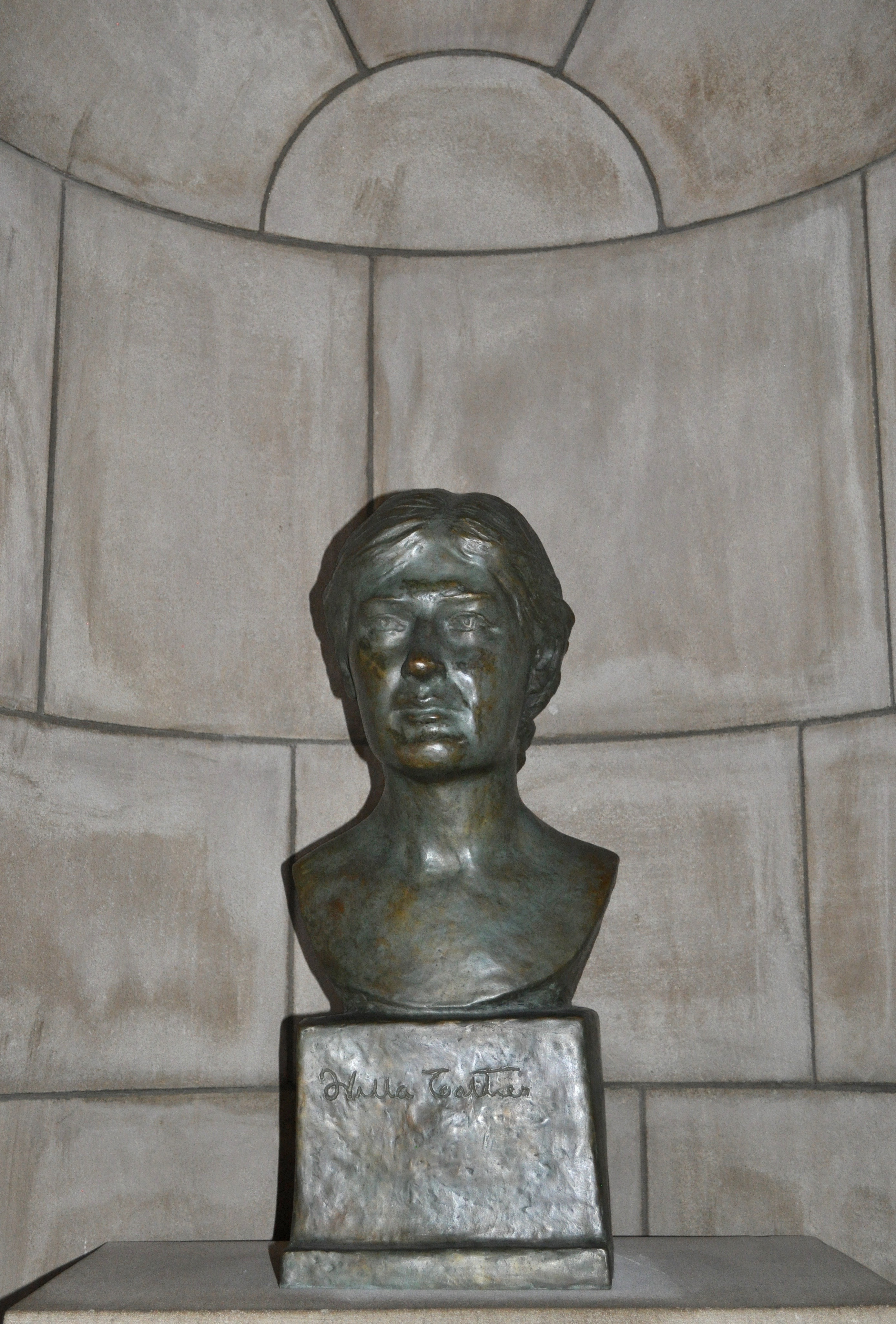
Cather mellszobra, amelyet 1962-ben Paul Swan készített a Nebraska Hall of Fame számára.

1962-ben Willa Cather bekerült a Nebraskai Hírességek Csarnokába.
2023-ban Willa Cather szobrát helyezték el az Egyesült Államok Capitoliumának szoborcsarnokában, a Nebraska állam egyik szobraként, Julius Sterling Morton szobrának helyére.

## Fordítás
- Ez a szócikk részben vagy egészben  a   Willa Cather című angol Wikipédia-szócikk fordításán alapul.  Az eredeti cikk szerkesztőit annak laptörténete sorolja fel. Ez a jelzés csupán a megfogalmazás eredetét és a szerzői jogokat jelzi, nem szolgál a cikkben szereplő információk forrásmegjelöléseként.